# Zosterops
Zosterops là một chi chim trong họ Zosteropidae.

## Các loài

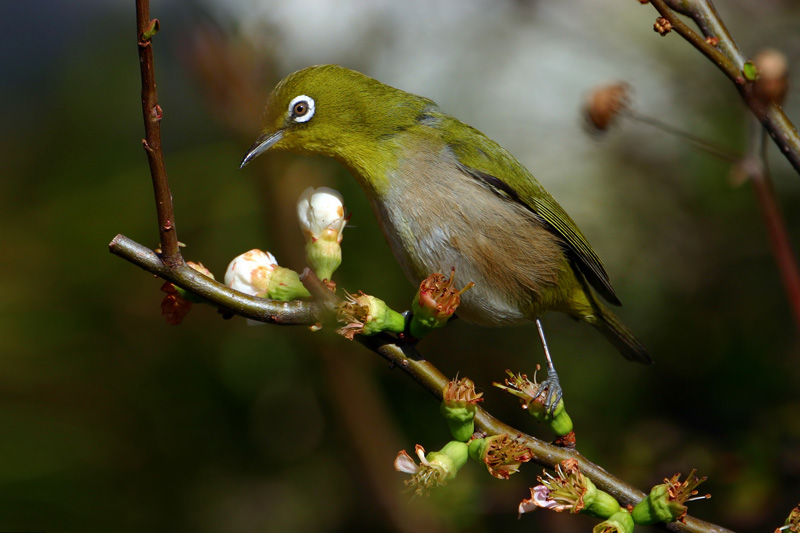
Zosterops japonicus

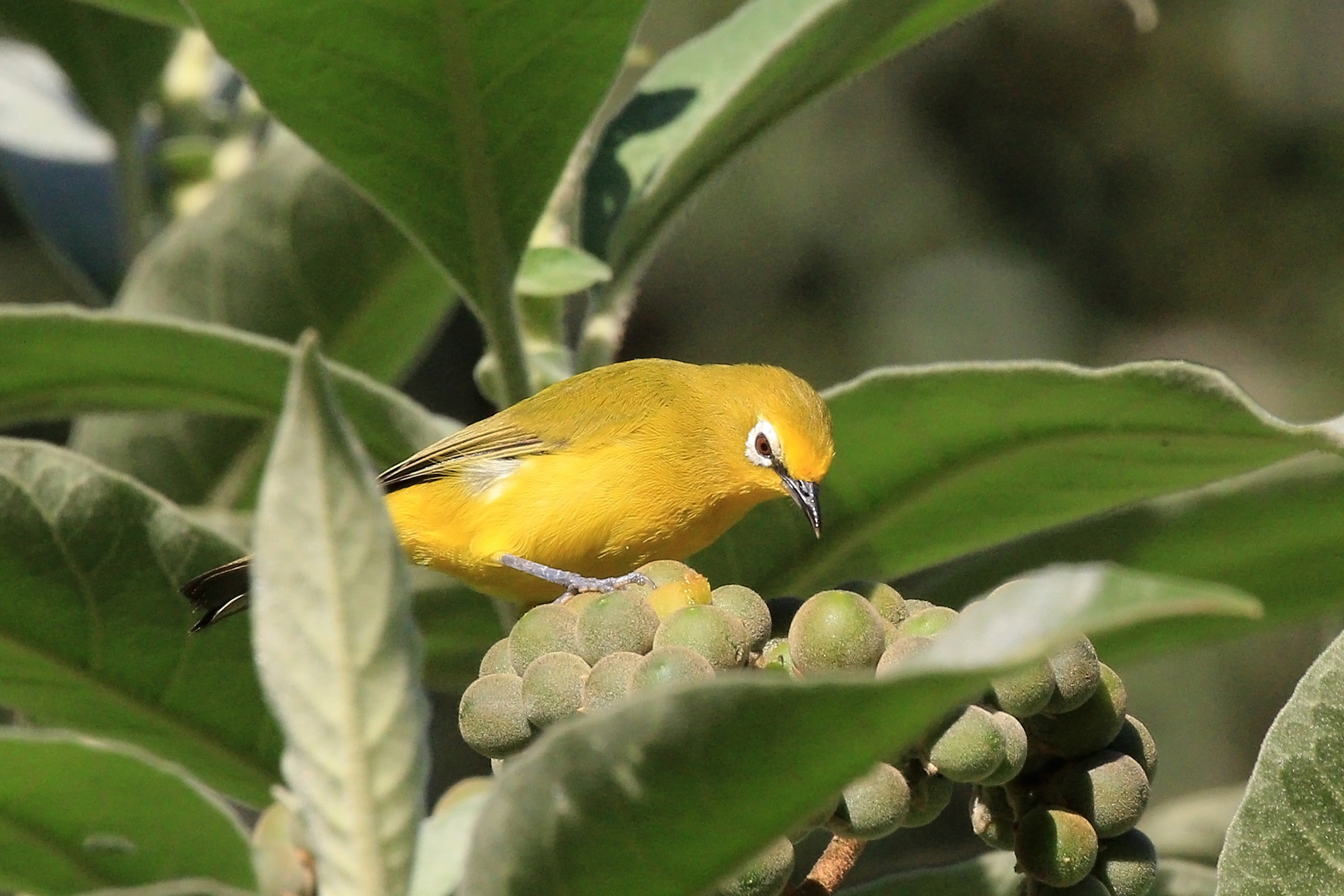
Zosterops senegalensis

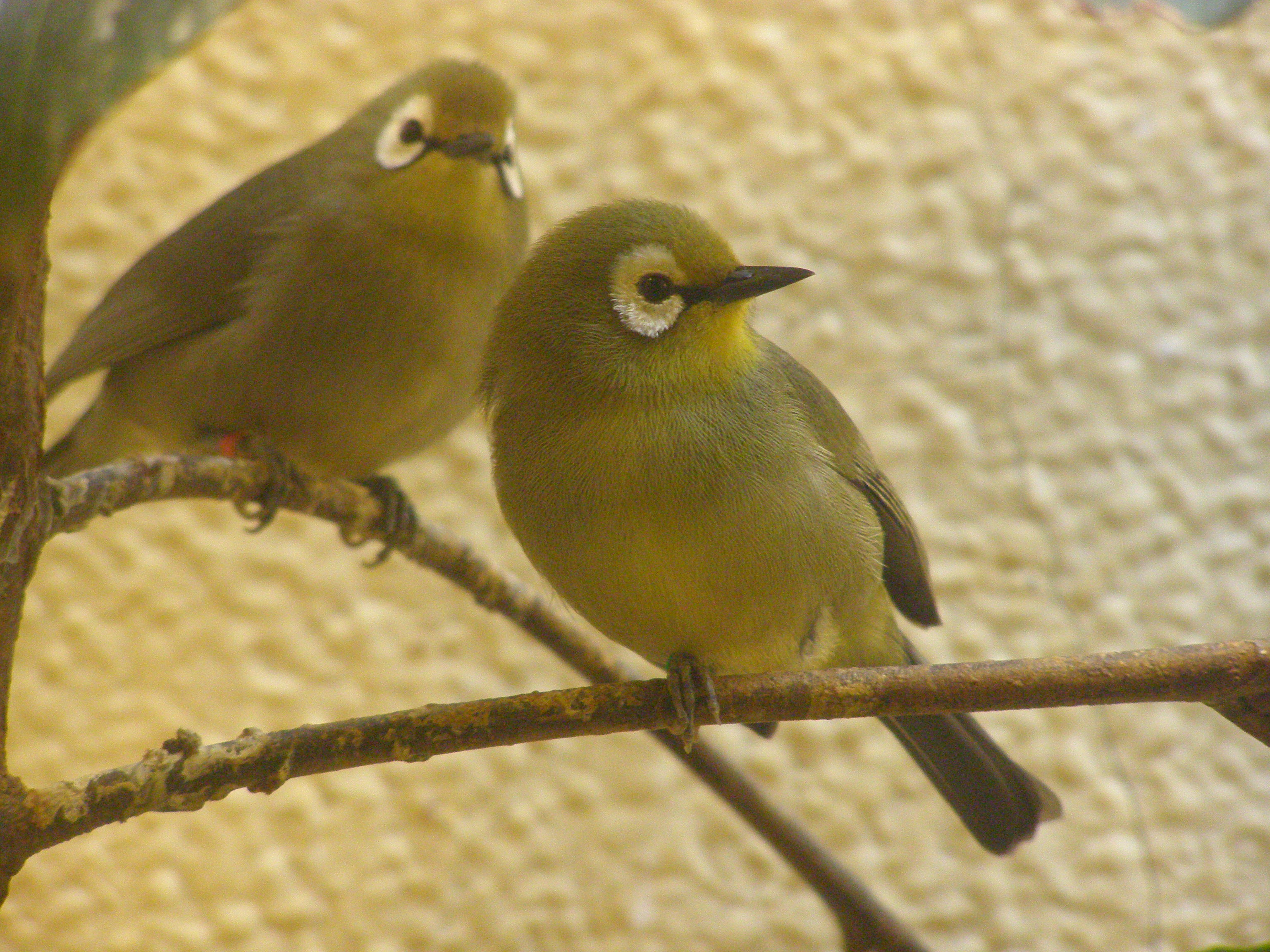
Zosterops poliogaster

- Zosterops abyssinicus.
- Zosterops albogularis.
- Zosterops anomalus.
- Zosterops atricapilla.
- Zosterops atriceps.
- Zosterops atrifrons.
- Zosterops borbonicus.
- Zosterops buruensis.
- Zosterops capensis.
- Zosterops ceylonensis.
- Zosterops chloris.
- Zosterops chloronothos.
- Zosterops cinereus.
- Zosterops citrinella
- Zosterops consobrinorum.
- Zosterops conspicillatus
- Zosterops erythropleurus.
- Zosterops everetti
- Zosterops explorator.
- Zosterops ficedulinus.
- Zosterops finschii.
- Zosterops flavifrons.
- Zosterops flavus.
- Zosterops fuscicapilla.
- Zosterops gibbsi.
- Zosterops grayi.
- Zosterops griseotinctus.
- Zosterops griseovirescens
- Zosterops hypolais.
- Zosterops hypoxanthus.
- Zosterops inornatus.
- Zosterops japonicus
- Zosterops kikuyuensis.
- Zosterops kirki.
- Zosterops kuehni.
- Zosterops kulambangrae.
- Zosterops lateralis.
- Zosterops luteirostris.
- Zosterops luteus.
- Zosterops maderaspatanus
- Zosterops mauritianus.
- Zosterops mayottensis.
- Zosterops meeki.
- Zosterops metcalfii.
- Zosterops meyeni
- Zosterops minor.
- Zosterops minutus.
- Zosterops modestus.
- Zosterops montanus.
- Zosterops mouroniensis.
- Zosterops murphyi
- Zosterops mysorensis.
- Zosterops natalis.
- Zosterops nehrkorni.
- Zosterops nigrorum.
- Zosterops novaeguineae
- Zosterops oleagineus.
- Zosterops olivaceus.
- Zosterops pallidus.
- Zosterops palpebrosus.
- Zosterops poliogastrus.
- Zosterops rennellianus
- Zosterops rotensis.
- Zosterops salvadorii.
- Zosterops samoensis.
- Zosterops sanctaecrucis.
- Zosterops semperi
- Zosterops senegalensis.
- Zosterops silvanus.
- Zosterops somadikartai.
- Zosterops splendidus.
- Zosterops stalkeri.
- Zosterops stresemanni.
- Zosterops tenuirostris.
- Zosterops ugiensis.
- Zosterops uropygialis.
- Zosterops vaughani.
- Zosterops vellalavella.
- Zosterops wallacei.
- Zosterops xanthochroa.